# Lexus LF-Sh
Lexus LF-Sh – samochód koncepcyjny o napędzie hybrydowym, przedstawiony w 2005 r. na Tokyo Motor Show przez należącą do koncernu Toyota firmę Lexus. Oznaczenie modelu jest skrótem od słów „Lexus Future Sedan - Hybrid”.
Luksusowa, czterodrzwiowa limuzyna była zapowiedzią czwartej generacji modelu Lexus LS.